# Щитовник редкозубый
Щитовник редкозубый (лат. Dryopteris arguta) — вечнозелёный папоротник, вид растений рода Щитовник (Dryopteris) семейства Щитовниковые (Dryopteridaceae). Произрастает на западе Северной Америки.

## Описание

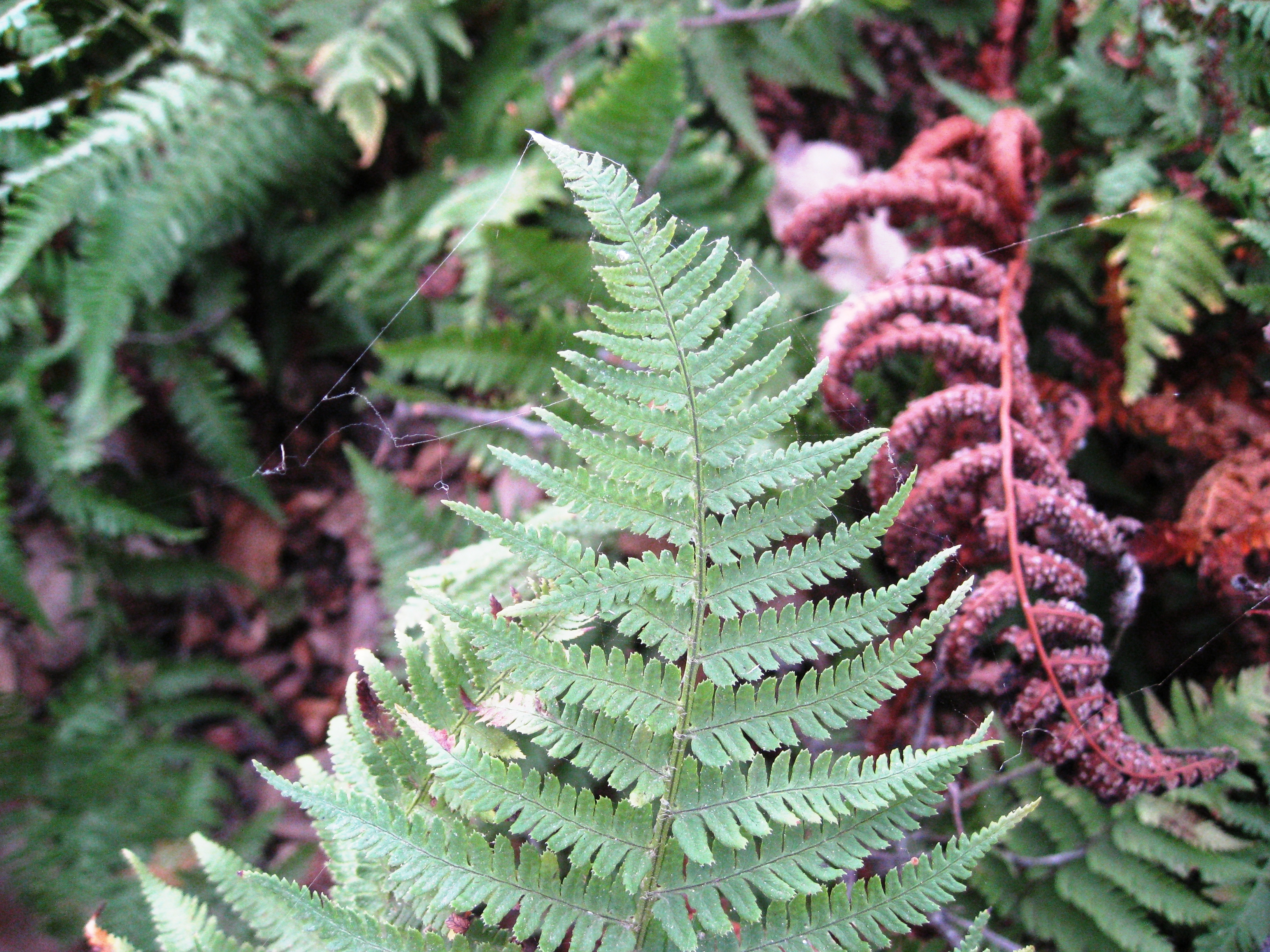
Общий вид папоротника.

Щитовник редкозубый  — вечнозелёный папоротник 60 см высотой и 20 см шириной с коротким ползучим корневищем, мономорфный. Узкие черешки с разбросанными желобками, светло-коричневыми или красновато-коричневыми чешуями, 3-7 дуговидными узорами. Листья перистые, перисто-надрезанные, 2-перистые от основания, ланцетовидные широковатые и у основания усечённые, травянистые до бумагоподобных, железистые. Листовые пластинки иногда поворачиваются под углом к листу, придавая ему взъерошенный или кружевной вид. Тонкие вогнутые сорусы светлые зеленовато-жёлтые в пазухах коричневато-серых спорангий, довольно близко расположены друг к другу.

## Распространение и местообитание
Ареал щитовника редкозубого включает западное побережье и западные внутренние горные хребты Северной Америки от Британской Колумбии до Калифорнии и Аризоны.
Произрастает на всех высотах вплоть до 1800 м над уровнем моря. Встречается в калифорнийских смешанных вечнозелёных и дубовых лесах, на тенистых нижних склонах, в чапарале и лесных массивах.